# Subanã marrom

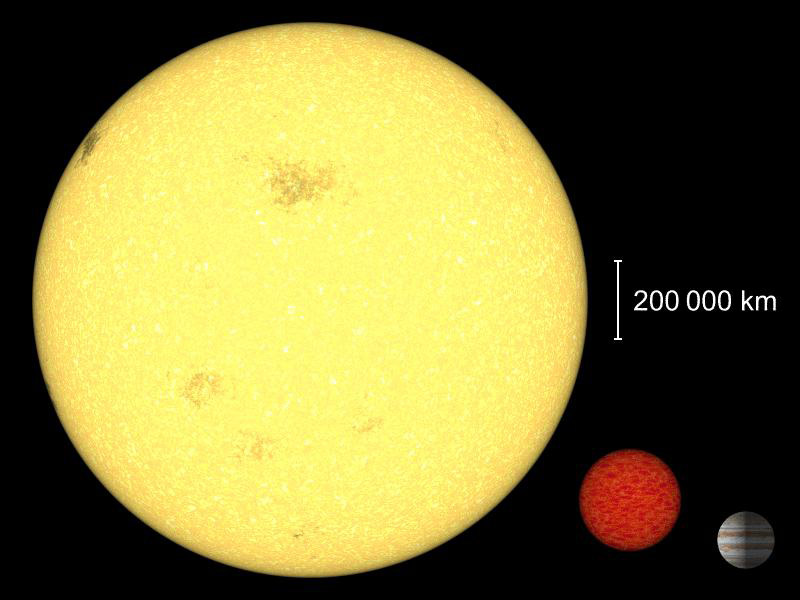
Comparação dos tamanhos do Sol, uma subanã marrom jovem, e Júpiter. Na medida em que aumenta a idade da subanã marrom, diminui seu tamanho e temperatura.

Uma subanã marrom é um objeto de massa planetária que não orbita uma estrela, mas não chega a ser considerado uma anã marrom devido ao fato de sua massa ser menor que 13 massas de Júpiter - critério que qualifica uma anã marrom.

## Anãs marrons fracassadas
As subanãs marrons são formadas pelo mesmo processo pelo qual passam as estrelas ordinárias, através do colapso de uma nuvem de gás (talvez com a ajuda da fotoerosão), e não através da acreção ou colapso do núcleo de um disco circum-estelar. Não há consenso acerca dessa distinção na formação de uma subanã marrom da formação planetária; os astrônomos se dividem entre aqueles que consideram o processo de formação parte de sua divisão na classificação, e aqueles que discordam dessa distinção. Uma razão para essa discordância é o fato de que muitas vezes não é possível determinar o processo de formação: por exemplo, um planeta formado através da acreção ao redor de uma estrela pode ser ejetado para fora do sistema, passando a vagar livremente pelo espaço, e da mesma forma uma subanã marrom formada a partir do colapso de uma nebulosa vagando pelo espaço pode ser capturada por uma estrela, passando a orbitá-la.

### Limite da massa mínima
A menor massa de uma nuvem de gás que poderia entrar em colapso formando uma subanã marrom é de aproximadamente 1 MJ. Isso se deve ao fato de o colapso por contração gravitacional demandar perda de energia irradiada na forma de calor, processo limitado pela opacidade do gás. Uma candidata a subanã marrom de 3 MJ foi descrita no artigo Dusty Disks at Bottom of IMF.

## Lista de candidatas a subanãs marrons
- 2MASS J044144‎
- 2M1207b
- SCR 1845-6357 B
- Cha 110913-773444
- OTS 44
- UGPS J0722-05
- S Ori 52